# Ted Elliott (cầu thủ bóng đá)
Ted Elliott (24 tháng 5 năm 1919 – tháng 9 năm 1984) là một cầu thủ bóng đá người Anh, thi đấu ở vị trí thủ môn ở Football League cho Wolverhampton Wanderers, Chester và Halifax Town.